# Vlacherna (Arcadia)
Vlacherna  este un oraș în Grecia în Prefectura Arcadia.